# 石割山
石割山（いしわりやま）は、山梨県南都留郡山中湖村・同忍野村、都留市の境界にある標高1412 mの山。道志山塊の山であり、北は御正体山、西は二十曲峠を経て杓子山へと連なる。山頂東側八合目の石割神社には割れ目のはいった大岩があり、山名の由来となっている。山頂からは富士山を正面にして左下に山中湖、右に遠く南アルプスまでの展望が広がる。山梨百名山に選定されている。

## 石割神社
石割神社は、石割山の八合目に鎮座する。ここは古事記にある「天の岩戸」伝説の地といわれている神域。ご神体の大岩が割れているので、石割神社の名がついたといわれている。文化11年（1814年）成立の甲斐国志巻之七十一では、「〔石割権現〕 北山ノ中腹ニアリ 大石高壱丈余長弐尺許中央ヨリ割レテ一刀両断セルカ如シ其上小社アリ祭礼三月九日参詣ノ者多シ」との記述がある。ご神体の大岩の隙間を時計回りに三度まわると、運が開けるという。高さおよそ15 m、山の八合目付近に位置する。
この磐座には「天手力男命（アメノタヂカラオ）」という怪力の神さまが祀られており、すぐ下には大きな桂の木と御釜石という岩がある。怪力と開運の神だということで、いまではスポーツ選手に人気がある神さま。

## 登山
出発点は平野バス停（標高987m）。国道413号を道志方面へ行くと左手に不動明王社の赤い鳥居が見えてくる。ここで左折し、神社を右手に見ながら直進すると駐車場やトイレのある石割山の登山口に着く。登山口からは、四阿のある富士見平、石割神社を経て山頂へ。石割神社から山頂までは傾斜が急になるが、山頂では、眼前に富士山、眼下に山中湖の眺望が楽しめる。平野バス停から石割山山頂まではおよそ2.9km、コースタイムは1時間35分。 山頂から平尾山（標高1290m）へは1.1km、コースタイム35分。平尾山手前の分岐を左折すれば、登山口の駐車場へ戻れるが、大平山（標高1296m）、長池山（標高1178m）を経て山中湖へ下り、山中湖ホテルマウント富士入口バス停へと縦走することもできる。平尾山からホテルマウント富士入口バス停までは5.5km、コースタイムは2時間15分になっている。

## 周辺施設
石割の湯

## ギャラリー

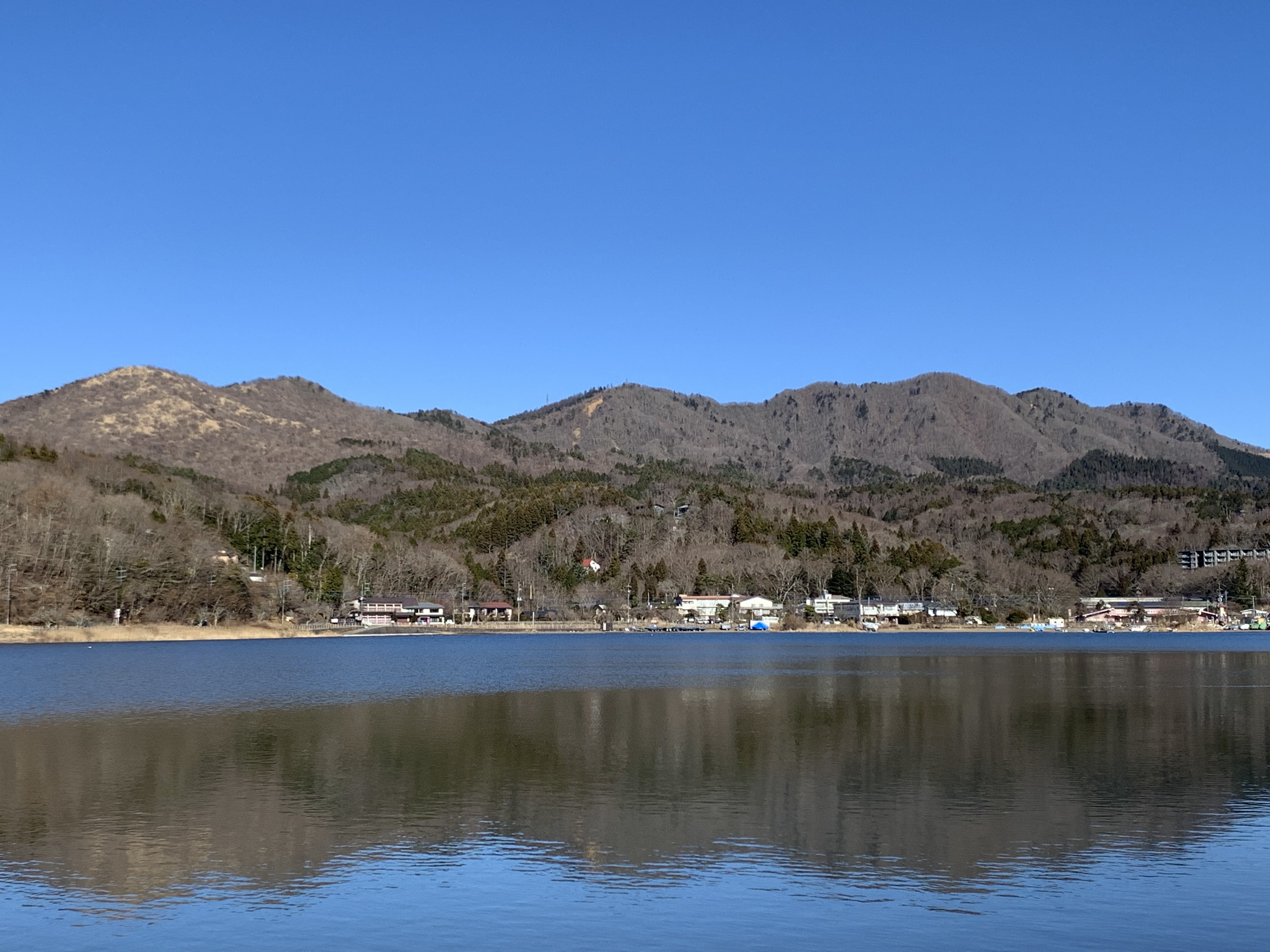
山中湖畔みさきからの逆さ石割山。中央の頂上直下がガレているのが石割山。頂上脇を東電の高圧線が通る。
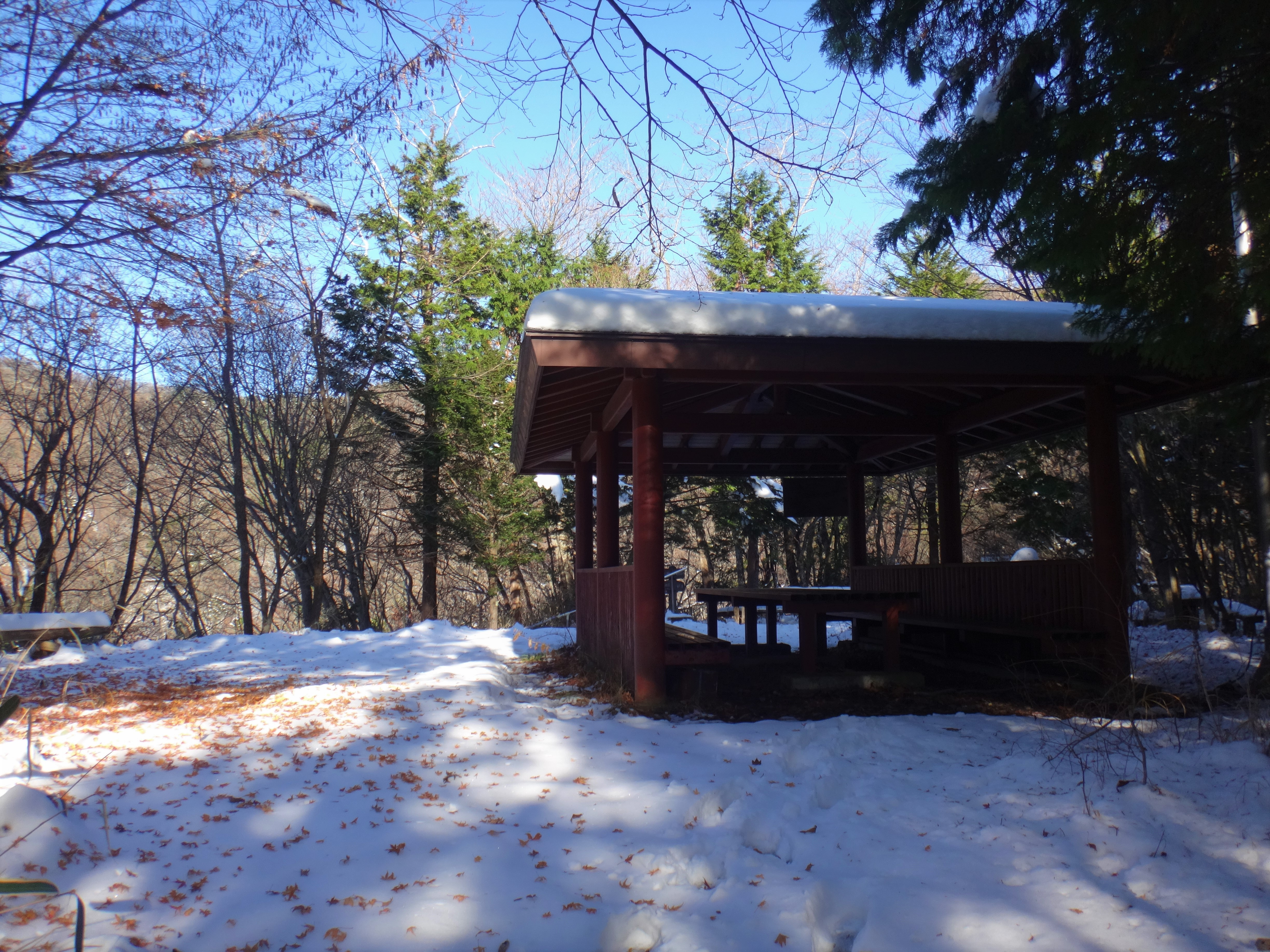
富士見平の四阿
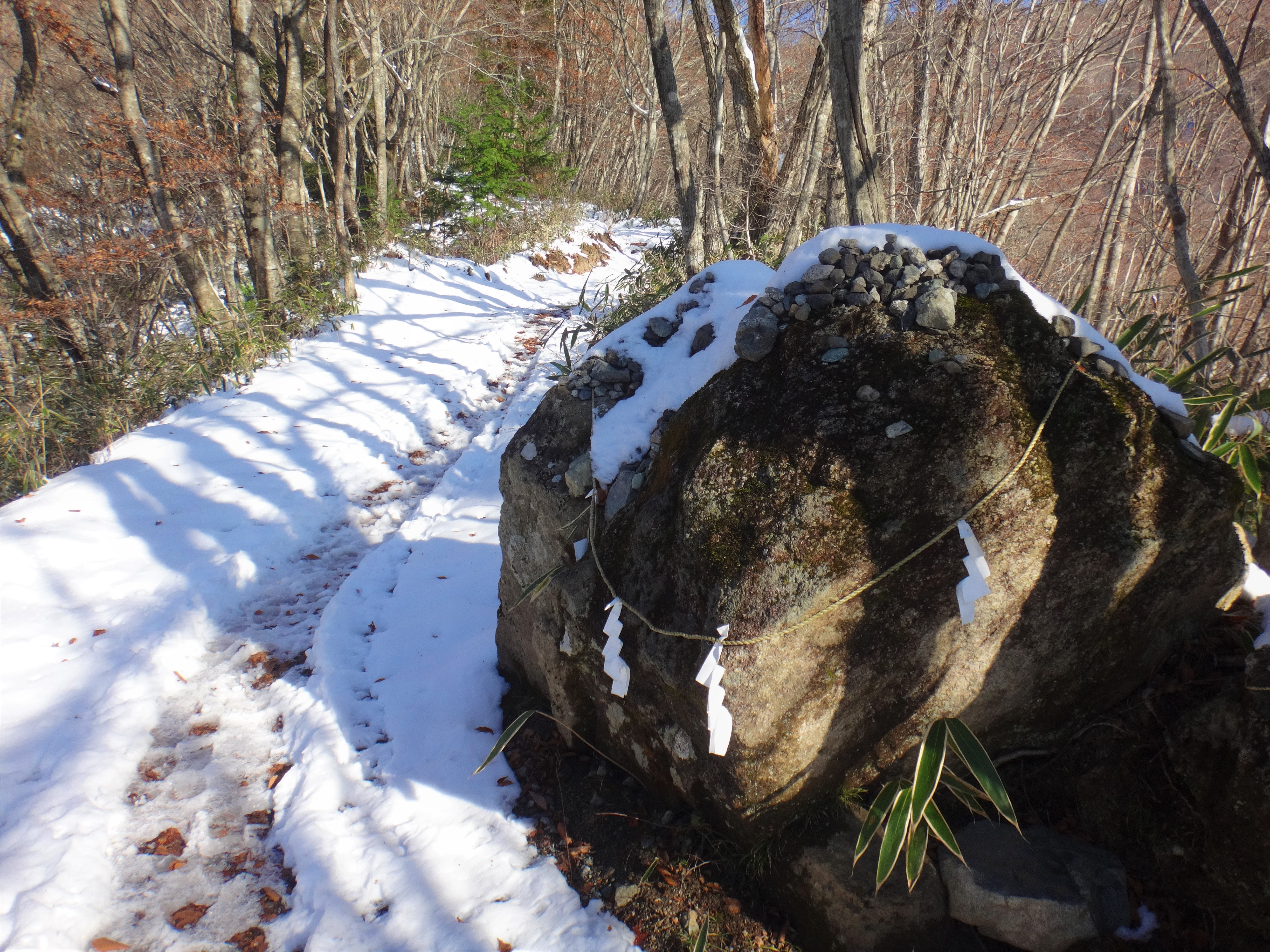
登山道脇の巨石
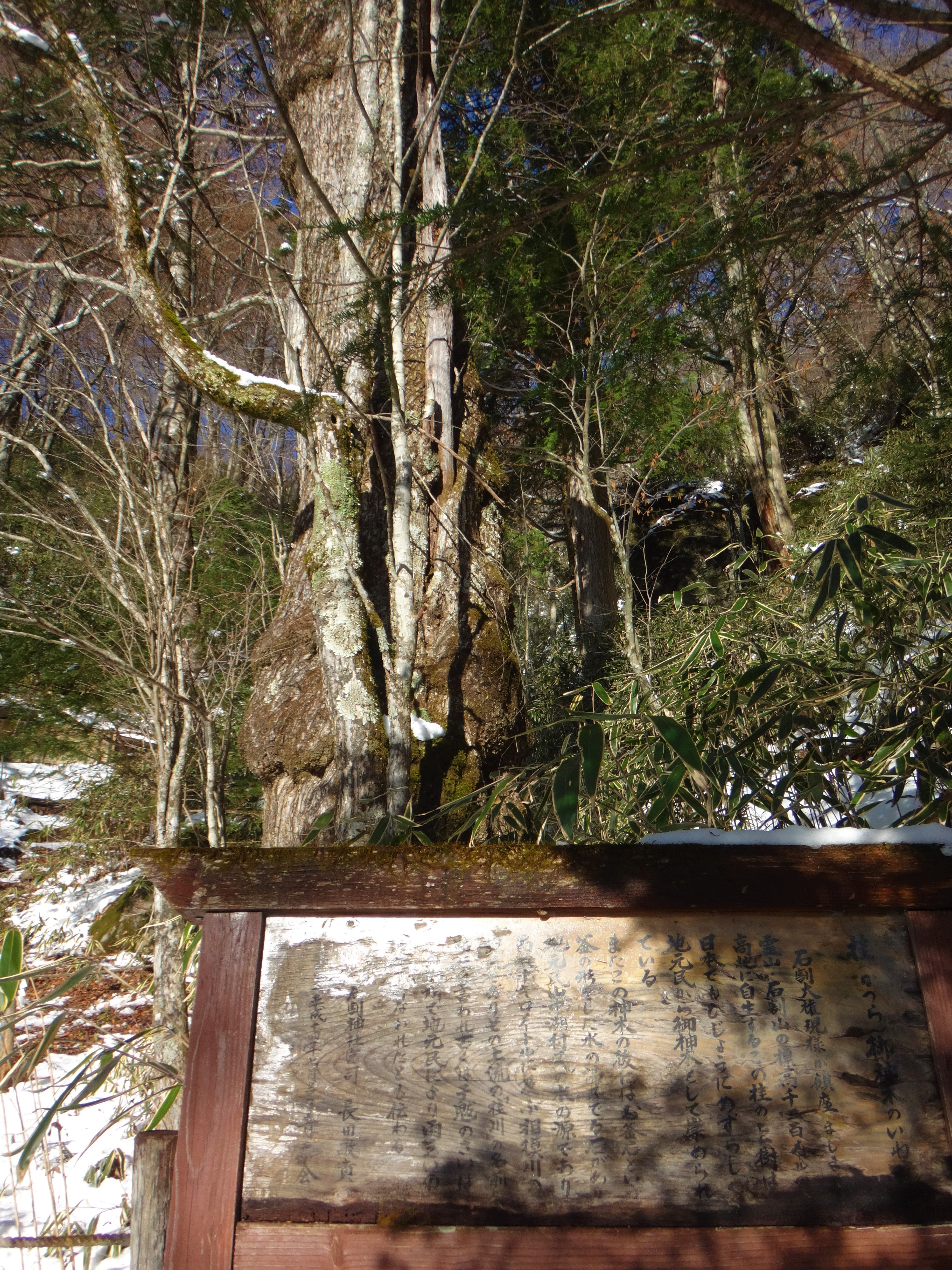
御神木の桂
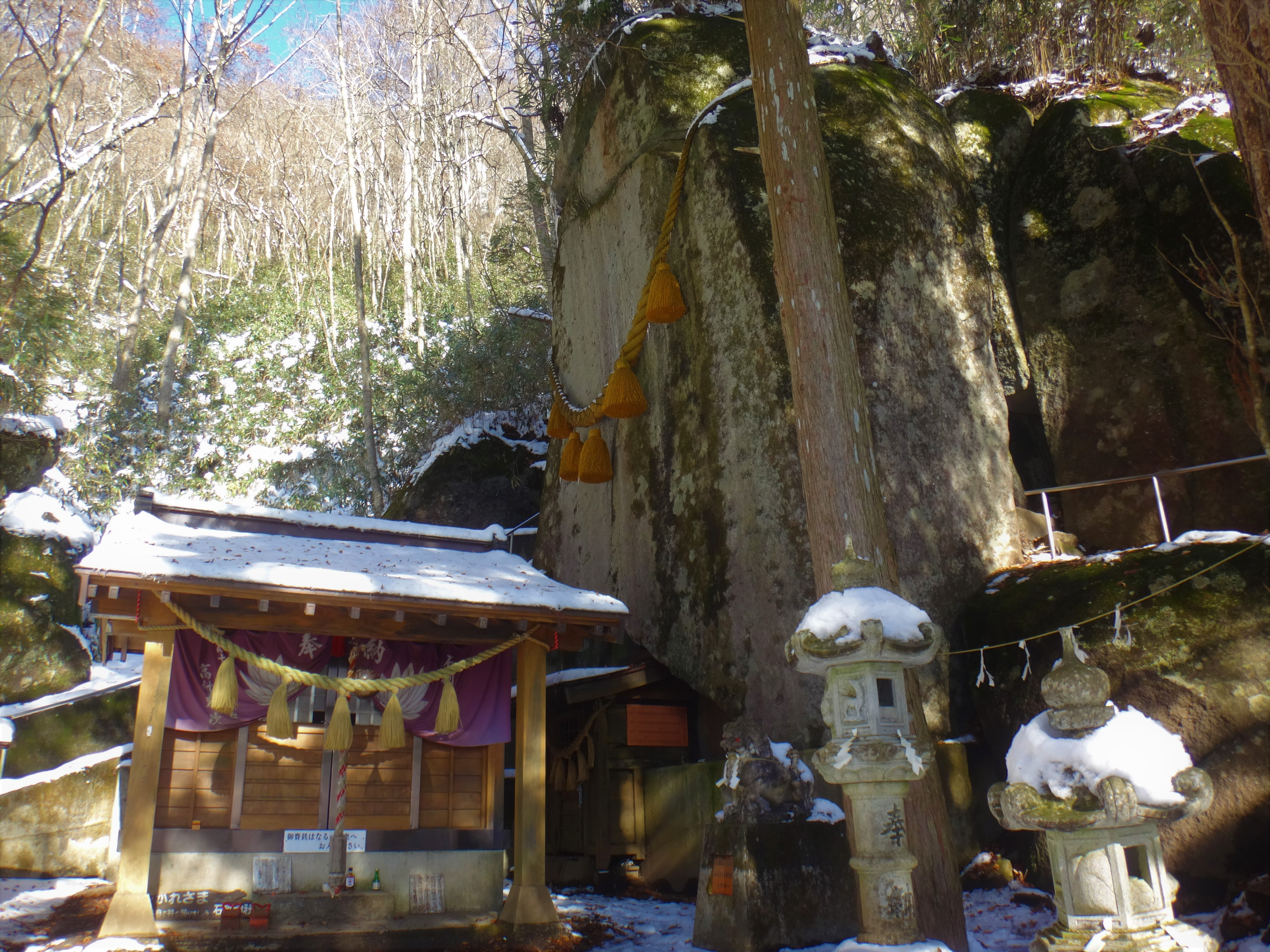
石割神社と大岩
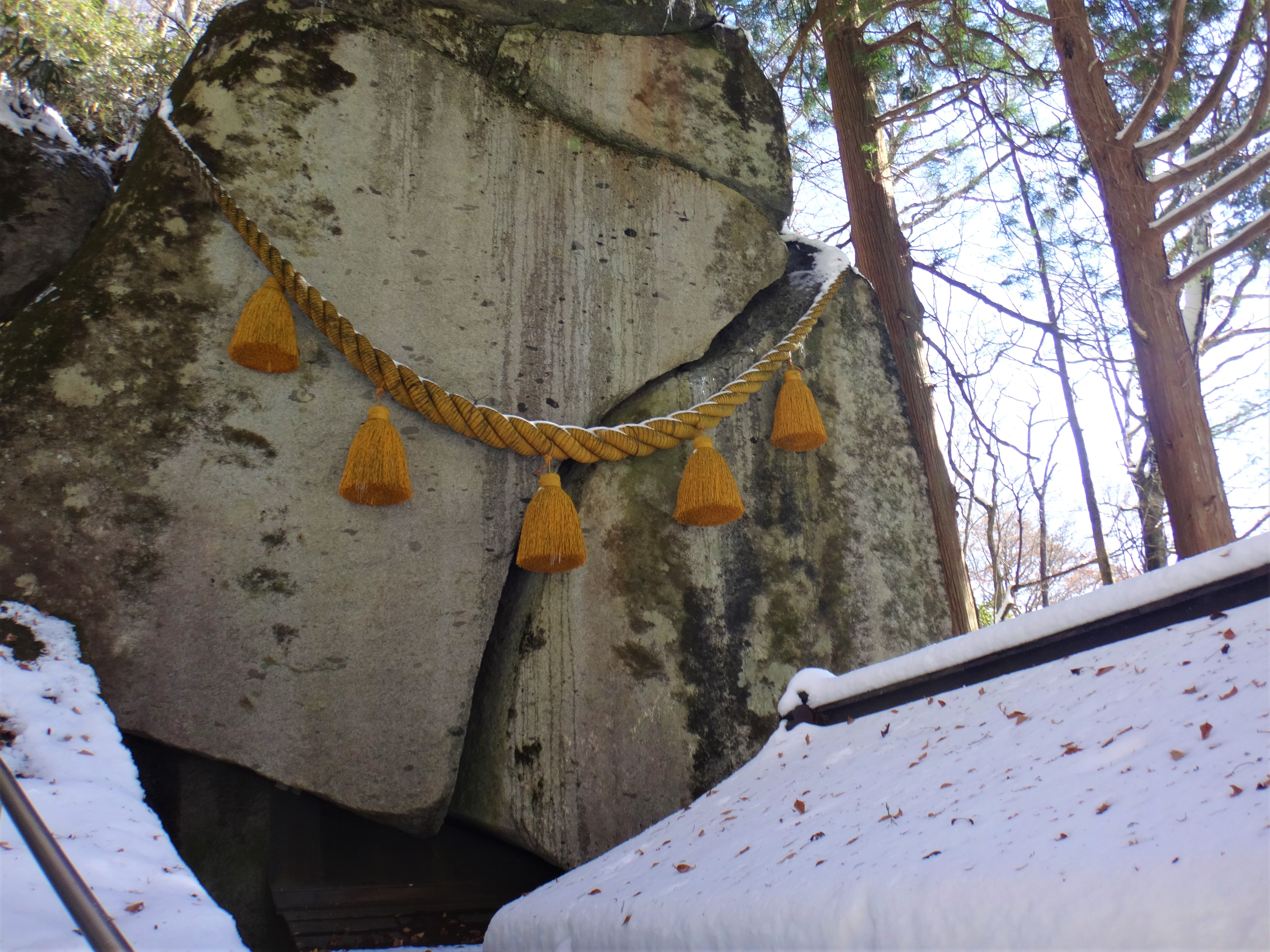
石割神社の大岩
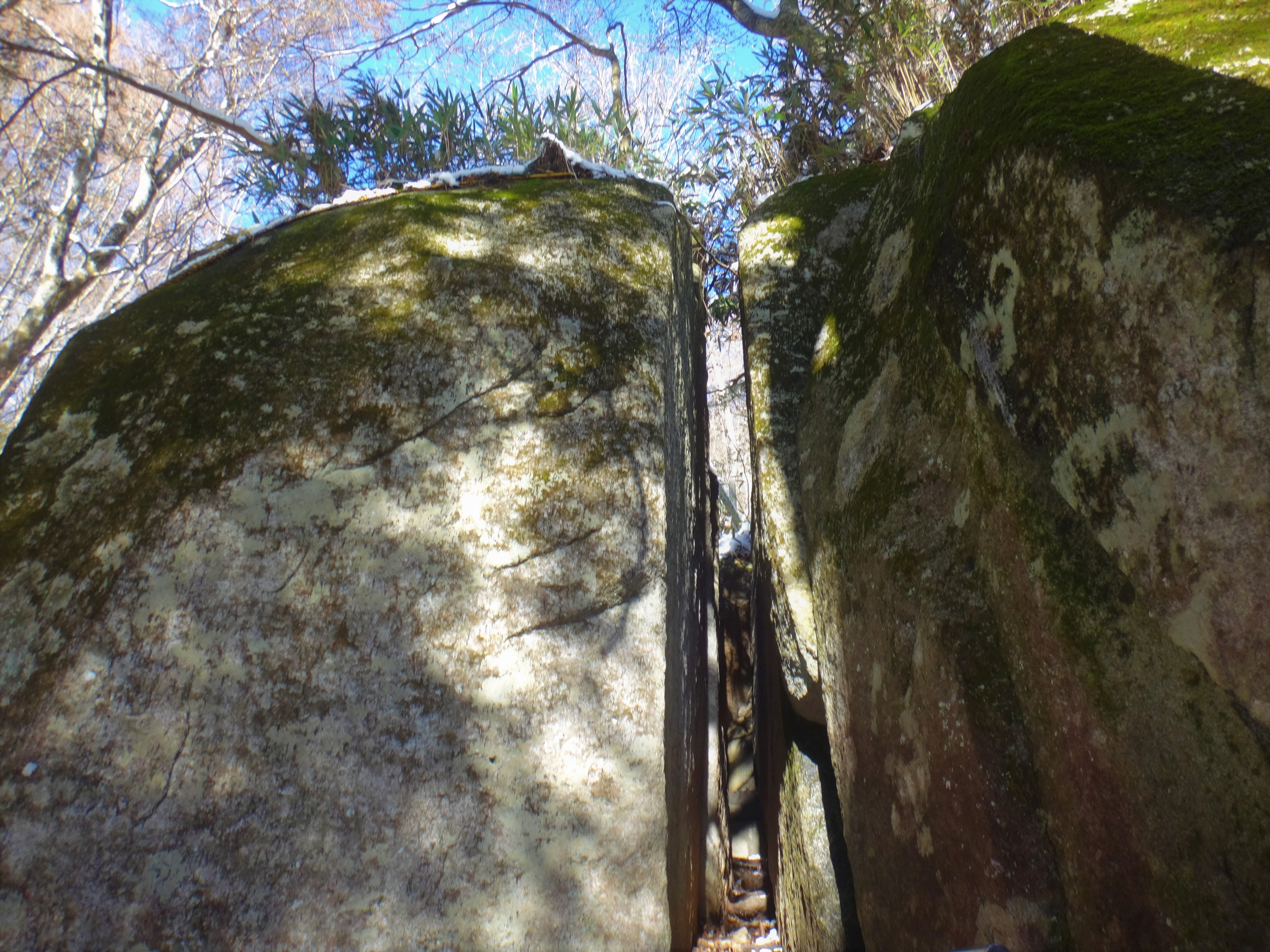
大岩の隙間
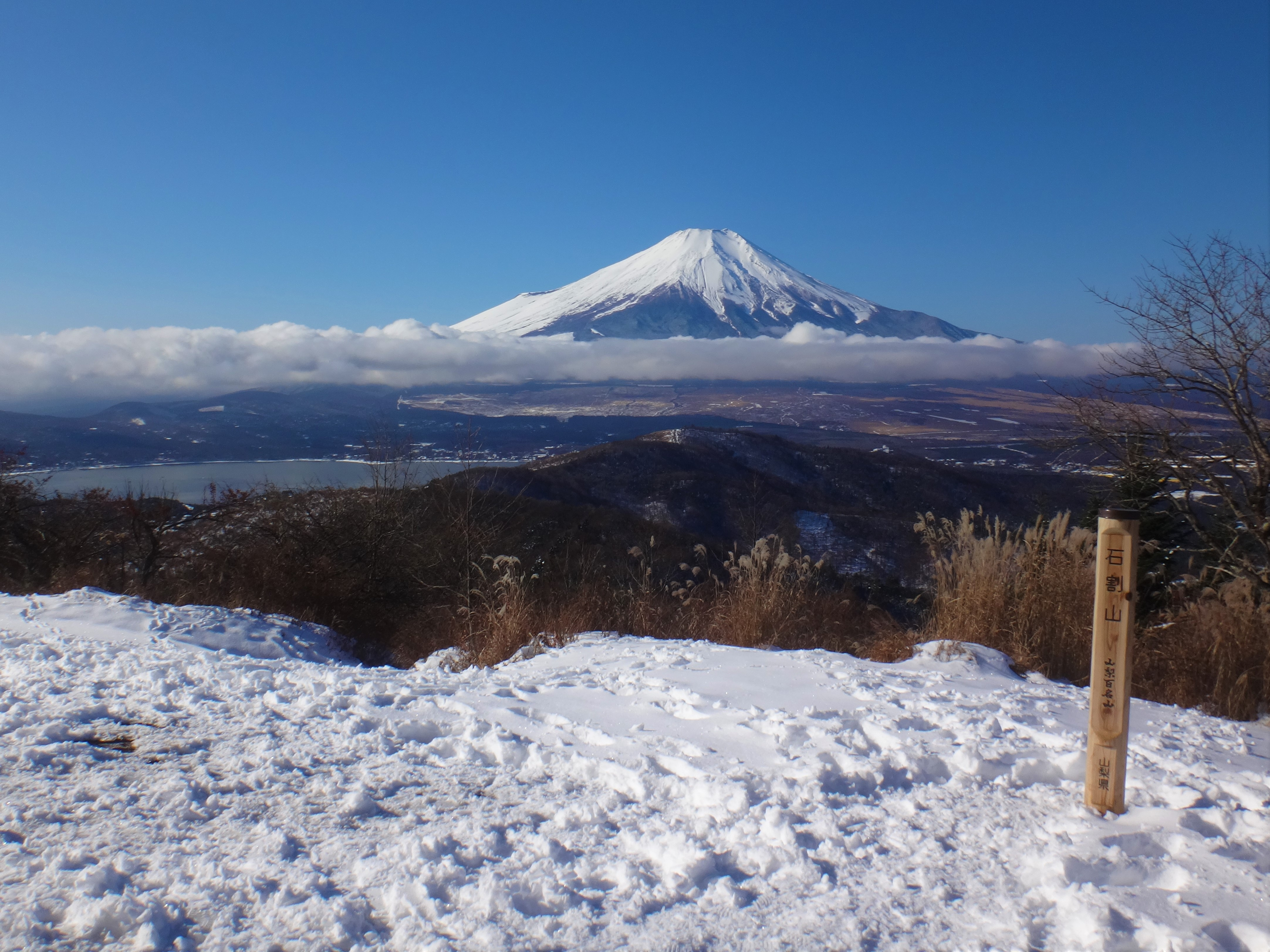
石割山山頂
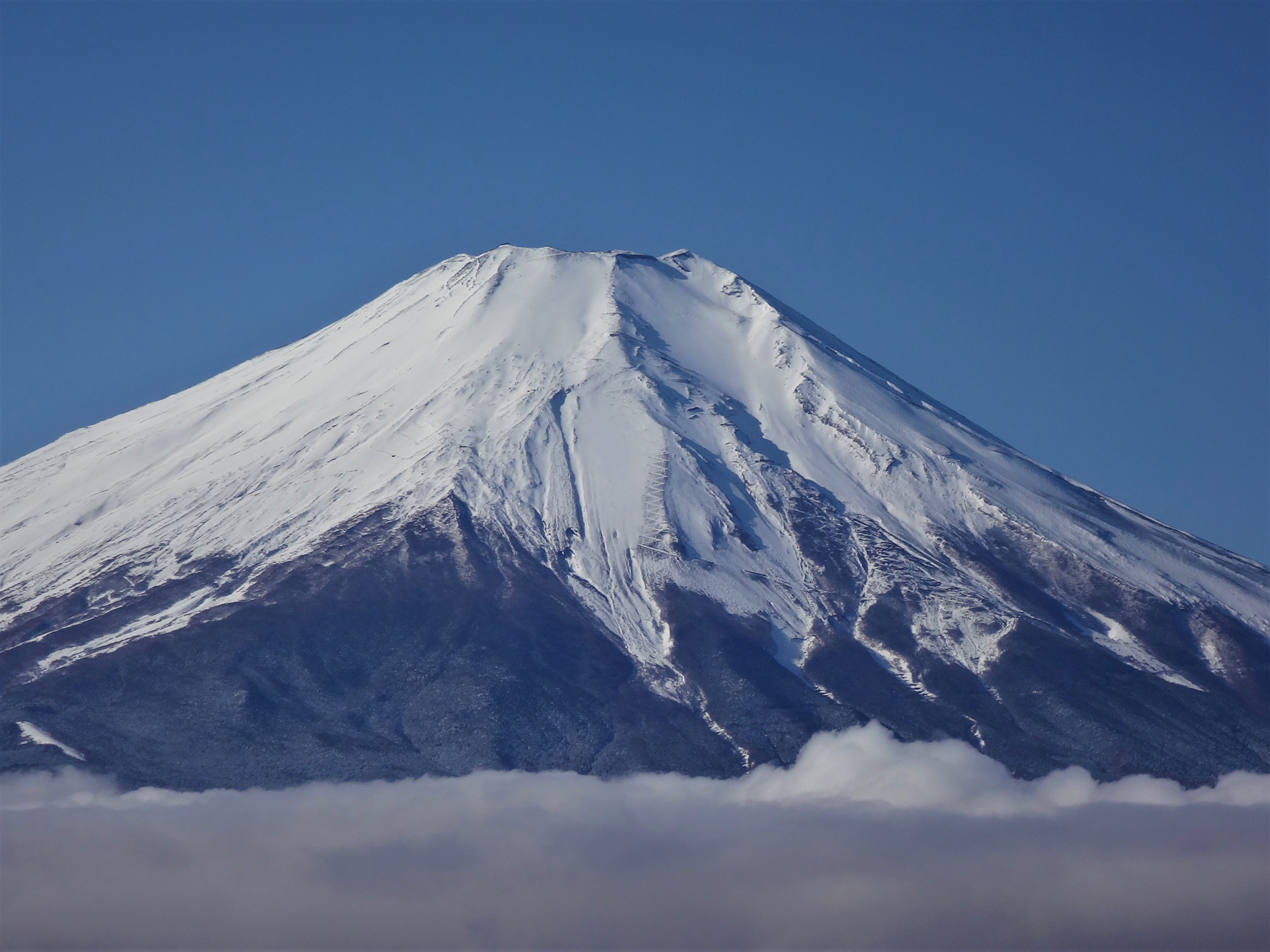
石割山から見た富士山
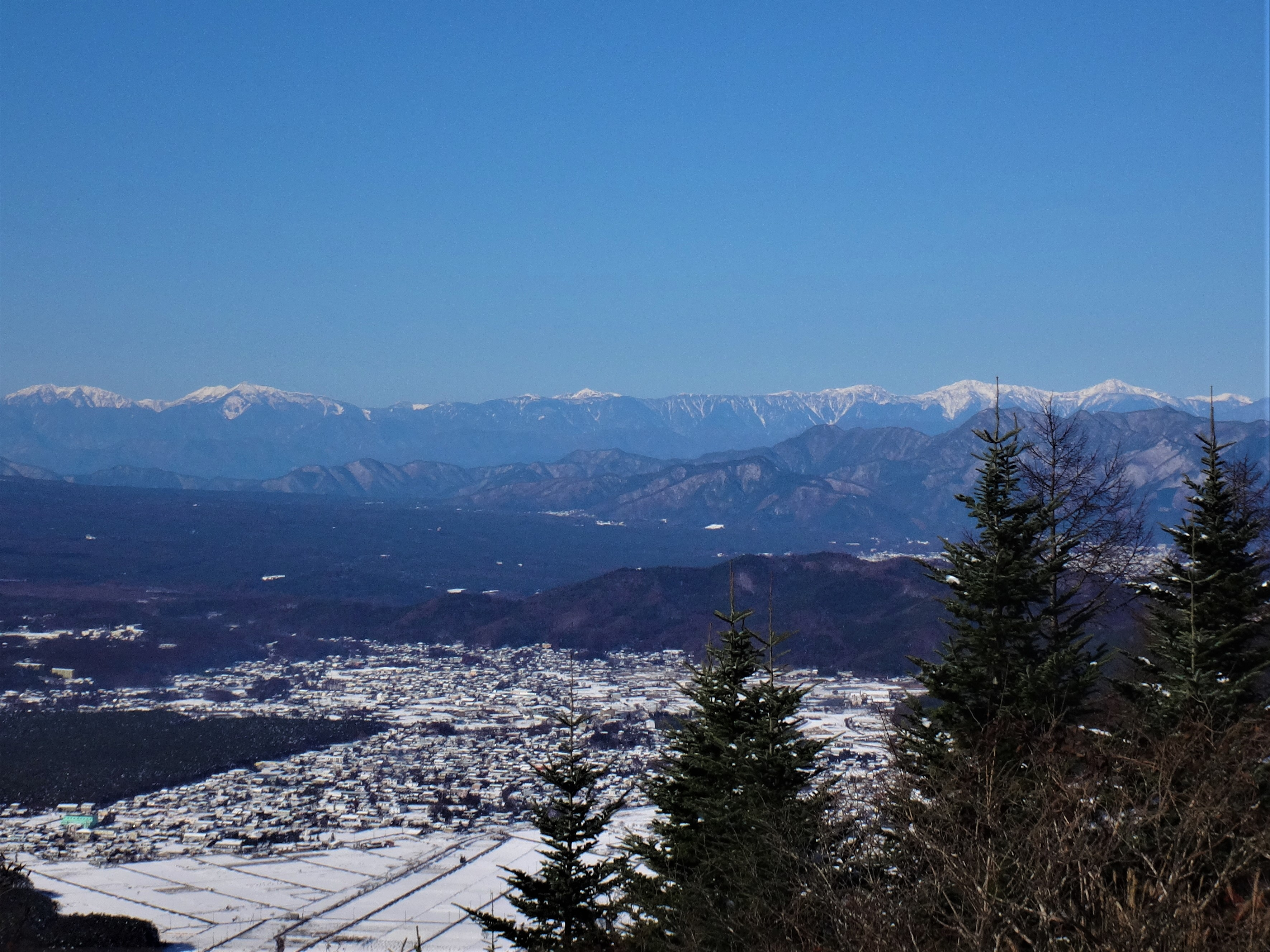
石割山からの南アルプス
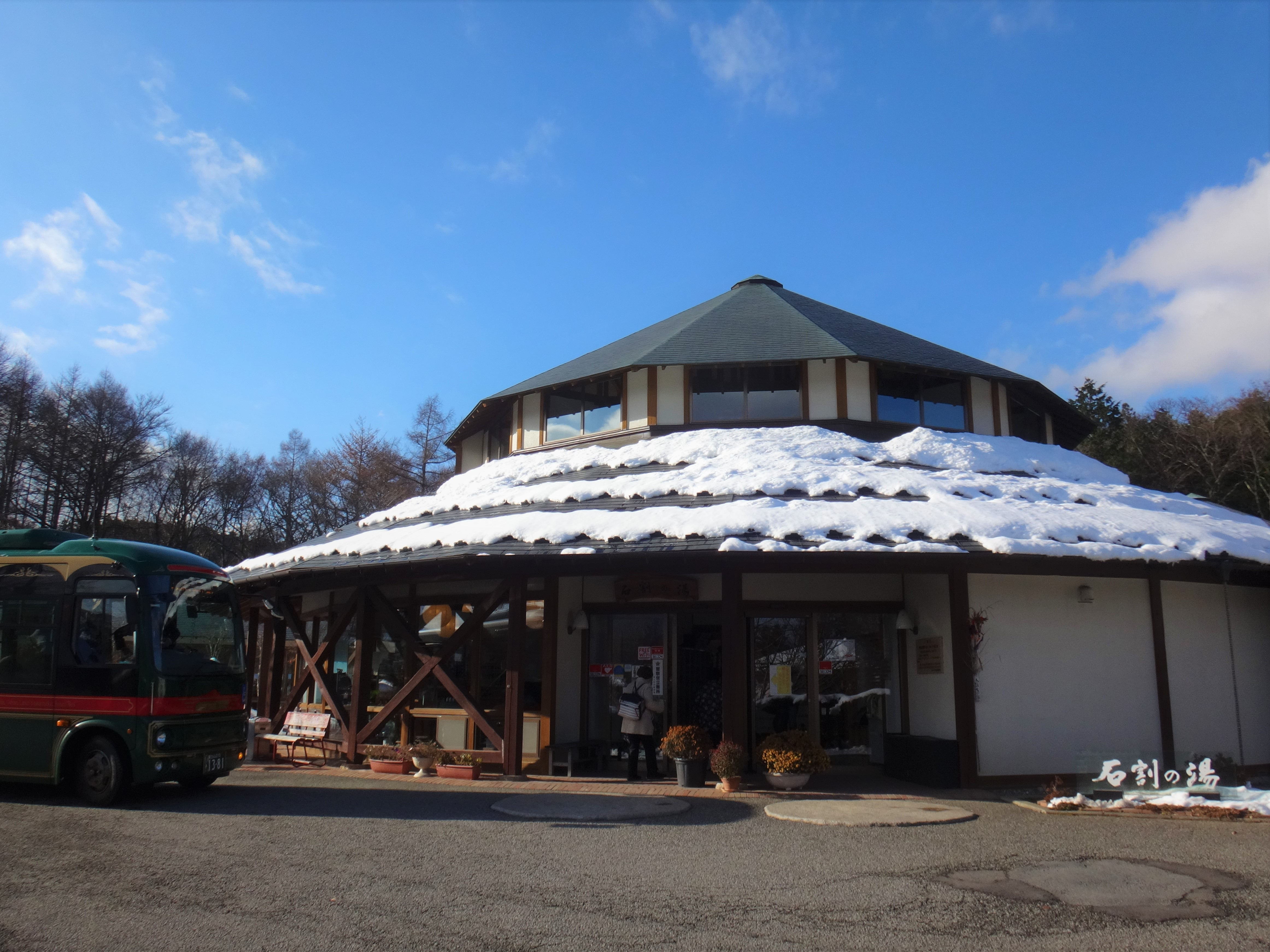
石割の湯